# Чемпионат мира по горнолыжному спорту 1974
23-й чемпионат мира по горнолыжному спорту прошёл с 3 по 10 февраля 1974 года в Санкт-Морице, Швейцария.

## Общий медальный зачёт
| Место | Страна      | Золото | Серебро | Бронза | Всего |
| ----- | ----------- | ------ | ------- | ------ | ----- |
| 1     | Австрия     | 3      | 3       | 2      | 8     |
| 2     | Франция     | 2      | 1       | 1      | 4     |
| 3     | Италия      | 2      | 0       | 1      | 3     |
| 4     | Лихтенштейн | 1      | 1       | 1      | 3     |
| 5     | ФРГ         | 0      | 1       | 1      | 2     |
| 6     | Канада      | 0      | 1       | 0      | 1     |
| 6     | Польша      | 0      | 1       | 0      | 1     |
| 7     | Швейцария   | 0      | 0       | 1      | 1     |
| 7     | Испания     | 0      | 0       | 1      | 1     |

## Медалисты

### Мужчины
| Дисциплина        | Золото         | Серебро               | Бронза                   |
| ----------------- | -------------- | --------------------- | ------------------------ |
| Скоростной спуск  | Давид Цвиллинг | Франц Кламмер         | Вилли Фроммельт          |
| Гигантский слалом | Густав Тёни    | Ханс Хинтерзер        | Пьеро Грос               |
| Слалом            | Густав Тёни    | Давид Цвиллинг        | Франсиско Фернандес Очоа |
| Комбинация        | Франц Кламмер  | Анджей Бахледа-Цурусь | Вольфганг Юнгингер       |

### Женщины
| Дисциплина        | Золото               | Серебро         | Бронза            |
| ----------------- | -------------------- | --------------- | ----------------- |
| Скоростной спуск  | Аннемари Мозер-Прёль | Бетси Клиффорд  | Вильтруд Дрексель |
| Гигантский слалом | Фабьенн Серра        | Траудль Трайхль | Жаклин Рувье      |
| Слалом            | Ханни Венцель        | Мишель Жако     | Лиз-Мари Мореро   |
| Комбинация        | Фабьенн Серра        | Ханни Венцель   | Моника Казерер    |